# Ruta Estatal de Arizona 80
La Ruta Estatal de Arizona 80, y abreviada SR 80 (en inglés: Arizona State Route 80) es una carretera estatal estadounidense ubicada en el estado de Arizona. La carretera inicia en el Oeste desde la I 10     en Benson hacia el Este en la NM 80 . La carretera tiene una longitud de 193,5 km (120.23 mi).

## Mantenimiento
Al igual que las autopistas interestatales, y las rutas federales y el resto de carreteras estatales, la Ruta Estatal de Arizona 80 es administrada y mantenida por el Departamento de Transporte de Arizona por sus siglas en inglés ADOT.

## Cruces
La Ruta Estatal de Arizona 80 es atravesada principalmente por la  US 191     en Douglas.

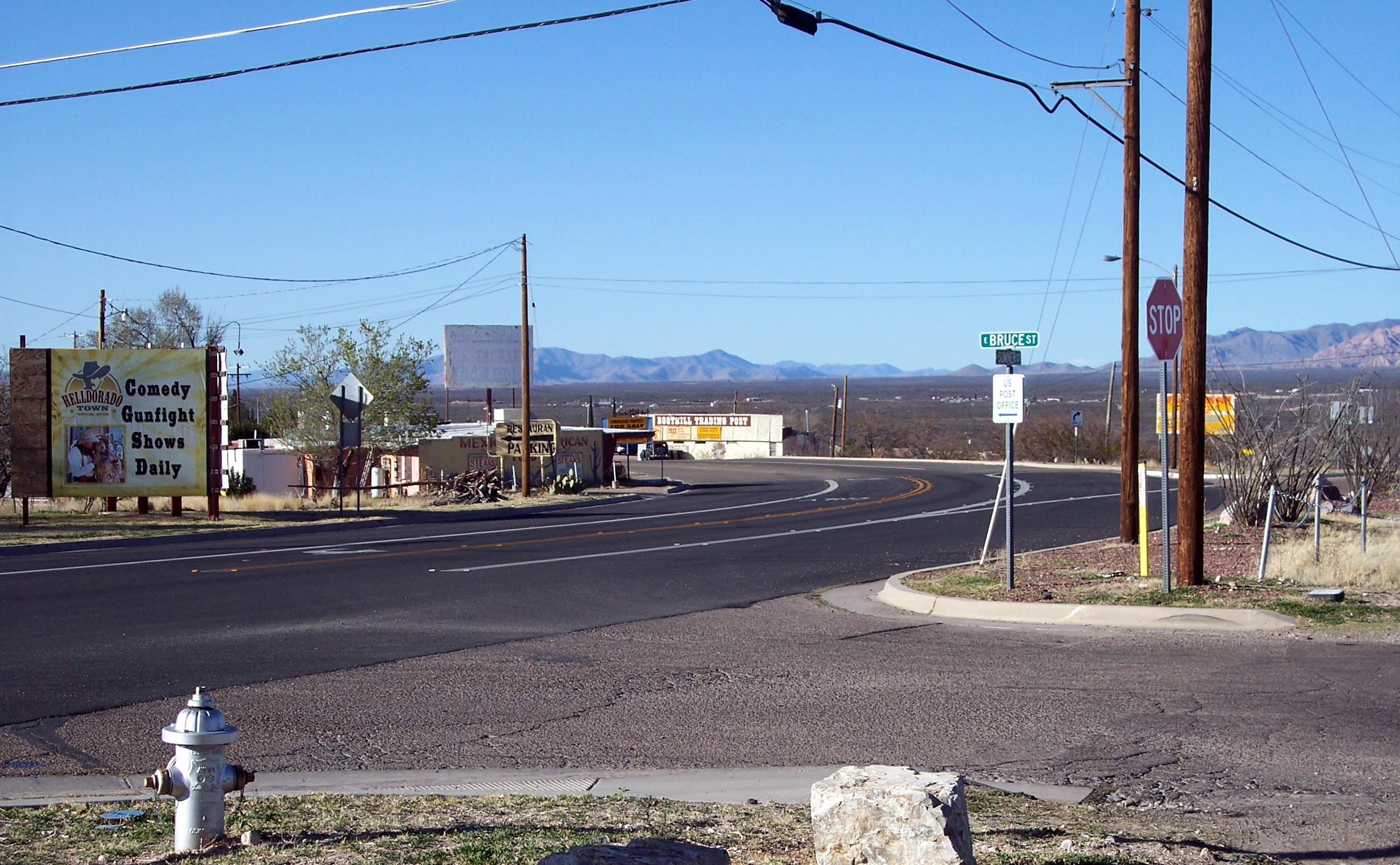
AZ 80 en Tombstone
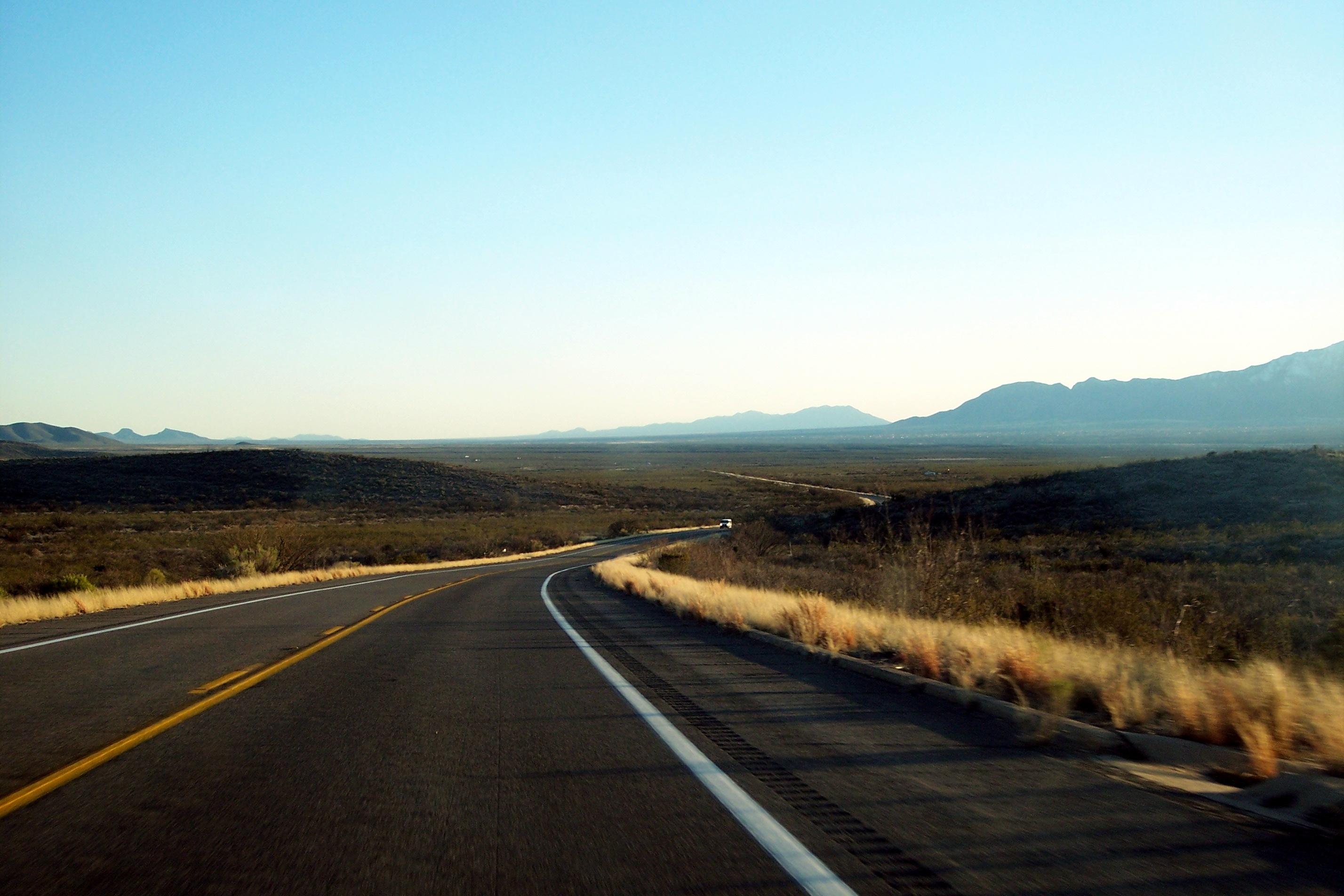
AZ 80 entre Tombstone y Bisbee
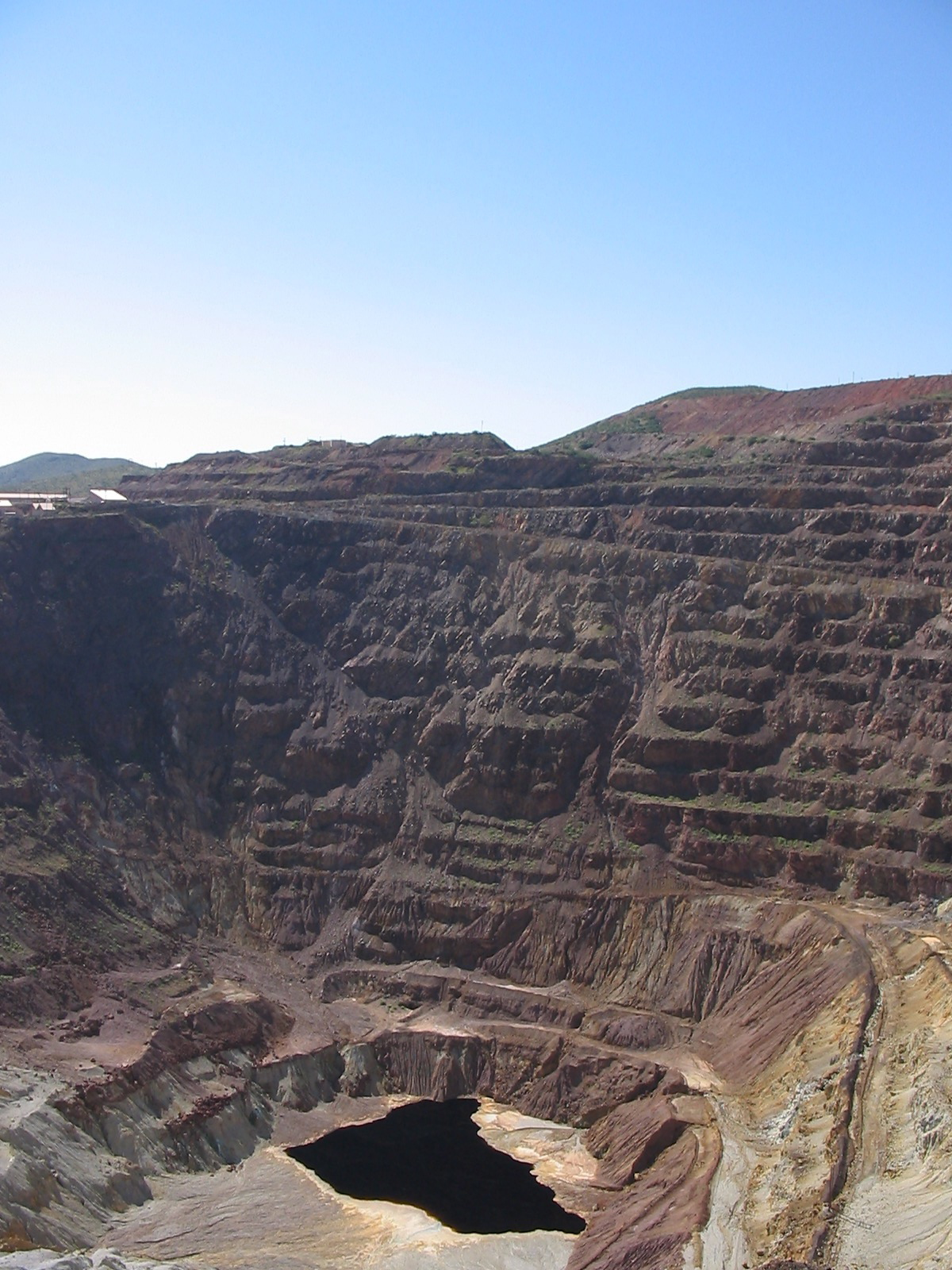
Lavender Pit en Bisbee